# Природно-заповідний фонд Чутівського району
Природно-заповідний фонд колишнього Чутівського району становив 6 об'єктів ПЗФ (усі місцевого значення): 5 заказників та 1 пам'ятку природи. Загальна площа ПЗФ — 3224,94 га.

## Об'єкти

### Заказники
| Назва об'єкта      | Тип, категорія         | Рік створення | Площа (га) | Місцезнаходження | Зображення |
| ------------------ | ---------------------- | ------------- | ---------- | --- | ---------- |
| «Іскрівський»      | Заказник лісовий       | 1993          | 2243       | між селами Черняківка, Іскрівка, Верхні Рівні, Іскрівське лісництво, кв 1-3, 5-7, 9-11, 13-71, 75-82, 84, 85, 87-90 |            |
| «Лизняна балка»    | Заказник ландшафтний   | 1993          | 60         | між смт Чутове та с. Черняківка, Іскрівське лисництво, кв. 130                                                      |            |
| «Первозванівський» | Заказник ландшафтний   | 2002          | 115,7      | околиці с. Первозванівка                                                                                            |            |
| «Сторожовий»       | Заказник гідрологічний | 2010          | 683,24     | с. Сторожове, Іскрівське лісництво, кв. 102-107, 108 (вид. 1-5, 8-9), 109-113, 117                                  |            |
| «Чутівські степи»  | Заказник ботанічний    | 2002          | 120,5      | між с. Стінка та смт Чутове                                                                                         |            |

### Пам'ятка природи
| Назва об'єкта    | Тип, категорія              | Рік створення | Площа (га) | Місцезнаходження                | Зображення |
| ---------------- | --------------------------- | ------------- | ---------- | ------------------------------- | ---------- |
| «Грушеві могили» | Пам'ятка природи комплексна | 2009          | 2,5        | між с. Кочубеївка та смт Чутове |            |